# Centuriazione
La centuriazione (centuriatio o castramentatio) era il sistema con cui i romani organizzavano il territorio agricolo, basato sullo schema che già adottavano nei Castra e nella fondazione di nuove città. Si caratterizzava per la regolare disposizione, secondo un reticolo ortogonale, di strade, canali e appezzamenti agricoli destinati all'assegnazione a nuovi coloni (spesso legionari a riposo).

## Storia

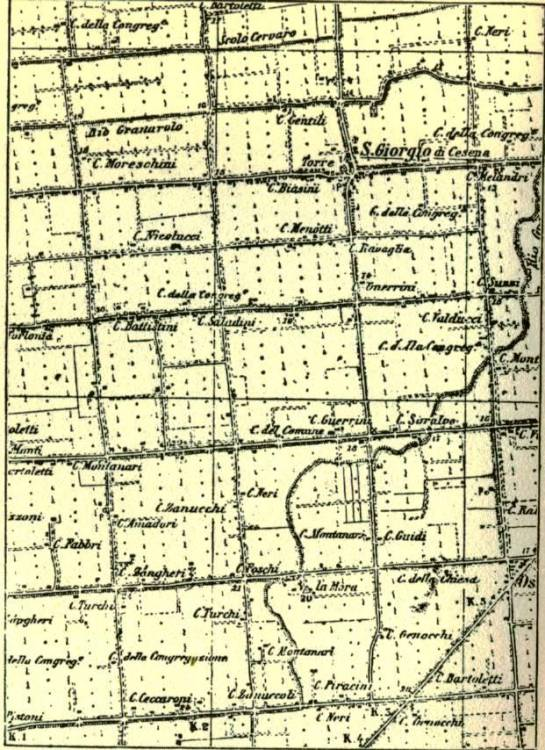
La centuriazione vicino a Cesena in una tavoletta IGM di fine Ottocento

I romani cominciarono ad utilizzare la centuriazione in relazione alla fondazione, nel IV secolo a.C., di nuove colonie nell'ager sabinus. Lo sviluppo delle caratteristiche geometriche ed operative che sarebbero divenute quelle classiche si ebbe con la fondazione delle colonie nella pianura padana, a partire da Ariminum (Rimini) nel 268 a.C..
La legge agraria di Tiberio Gracco del 133 a.C. che prevedeva la privatizzazione dell'ager publicus, dette un grande impulso alle divisioni di terre effettuate con la centuriazione.
In seguito la centuriazione fu utilizzata sia nei casi di bonifiche che di fondazione di nuove colonie, sia nell'assegnazione di terre ai veterani delle tante guerre civili tra la fine della Repubblica e l'inizio dell'Impero, tra le quali la Battaglia di Filippi del 42 a.C.. In questo caso abbiamo anche una testimonianza illustre, poiché Virgilio nelle Bucoliche si lamenta appunto dell'assegnazione delle sue terre nel mantovano ai soldati che avevano partecipato alla battaglia.
La diffusione delle centuriazioni fu capillare in tutta Italia ed anche in alcune province. Per esempio, secondo un'attenta analisi, nell'area tra Roma e Salerno sono state rintracciate 80 diverse centuriazioni effettuate in tempi diversi.

## Principi fondativi
L'ager centuriatus veniva tracciato dall'agrimensore che, analogamente agli insediamenti, individuava un umbilicus agri da cui, mediante una groma, tracciava due assi stradali perpendicolari tra loro: il primo generalmente in direzione est-ovest, chiamato "decumano massimo" (decumanus maximus), il secondo in direzione nord-sud, detto "cardine massimo" (cardo maximus). Tuttavia per ragioni pratiche, l'orientamento degli assi non sempre coincideva con i quattro punti cardinali: spesso seguiva invece la conformazione orografica dei luoghi, anche per assecondare la pendenza del terreno e favorire il deflusso dell'acqua piovana lungo le canalizzazioni di bonifica che venivano tracciate (centuriazione di Florentia). Altre volte si basava sull'orientamento di vie di comunicazione preesistenti (centuriazioni lungo la via Emilia) o altre caratteristiche geomorfologiche. Talvolta, risultavano essere il prolungamento del cardo e del decumano massimo di una città, la quale veniva dunque a trovarsi in corrispondenza dell'umbilicus.
La centuriazione è tipica di terreni pianeggianti, tuttavia sono state documentate anche centuriazioni collinari.

## Caratteristiche geometriche

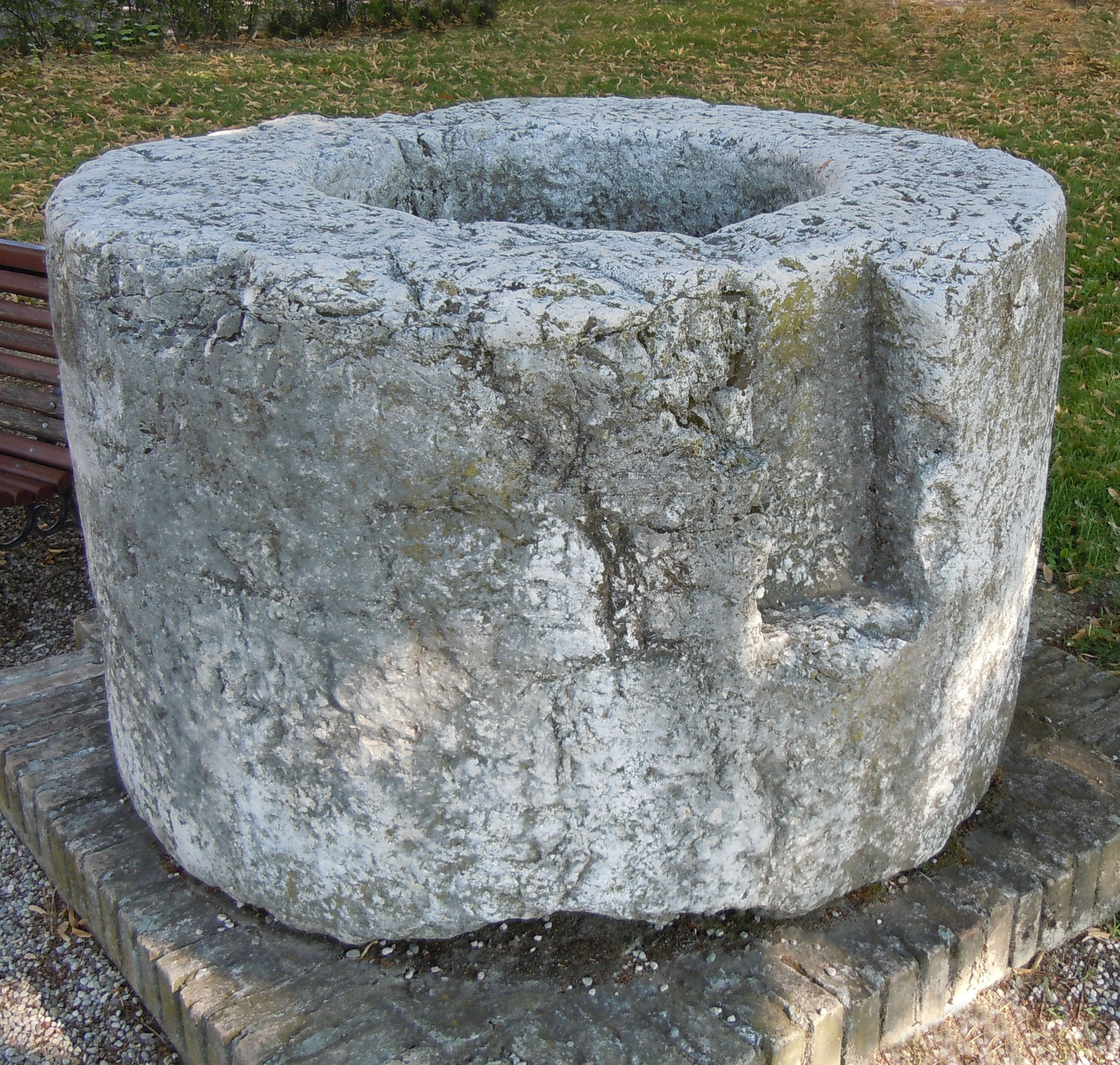
Cippo gromatico di età romana collocato nei giardini pubblici di Castel Goffredo. Quest'immagine è fuorviante: non è un cippo gromatico, ma un contrappeso da torchio

L'agrimensore si posizionava nell'umbilicus con lo sguardo rivolto verso ovest e definiva il territorio: col nome ultra ciò che vedeva davanti, citra quanto aveva alle spalle, dextera quello che vedeva alla sua destra e sinistra quello che vedeva alla sua sinistra.
Successivamente venivano tracciati, da una parte e dall'altra degli assi iniziali, i cardini e i decumani secondari (limites quintarii). Erano assi stradali posti paralleli ad intervalli di 100 actus (circa 3,5 km). Il territorio risultava così suddiviso in superfici quadrate chiamate saltus.
La rete stradale veniva ulteriormente infittita con altre strade parallele ai cardini già tracciati ad una distanza tra loro di 20 actus (710,40 m). Le superfici quadrate risultanti da questa ulteriore divisione erano le "centurie". Tale dimensione delle centurie si impose in effetti al momento di dover delimitare le grandi estensioni della pianura padana, mentre in precedenza si era fatto uso di centurie più piccole di 10 actus.
Le larghezze stradali, erano:
- 40 piedi romani (11,84 m) per il decumano massimo;
- 20 piedi romani (5,92 m) per il cardo massimo;
- 12 piedi romani (3,55 m) per i limites quintarii;
- 8 piedi romani (2,37 m) le altre strade.

La sistemazione dei terreni era successiva al completamento stradale. 
Ogni centuria era suddivisa in 10 strisce, sempre con linee parallele ai cardini e ai decumani, alla distanza tra loro di 2 actus (71,04 m) formando 100 superfici di quadrati di circa 0,5 ettari chiamate heredia (centum heredia = centuria).
Ogni heredium era suddiviso a metà nell'asse sud-nord costituendo due iugeri (jugerum, da jugum, 2523 m², quantità di terreno che poteva essere arata in un giorno da un paio di buoi).

## Territori interessati dalla centuriazione

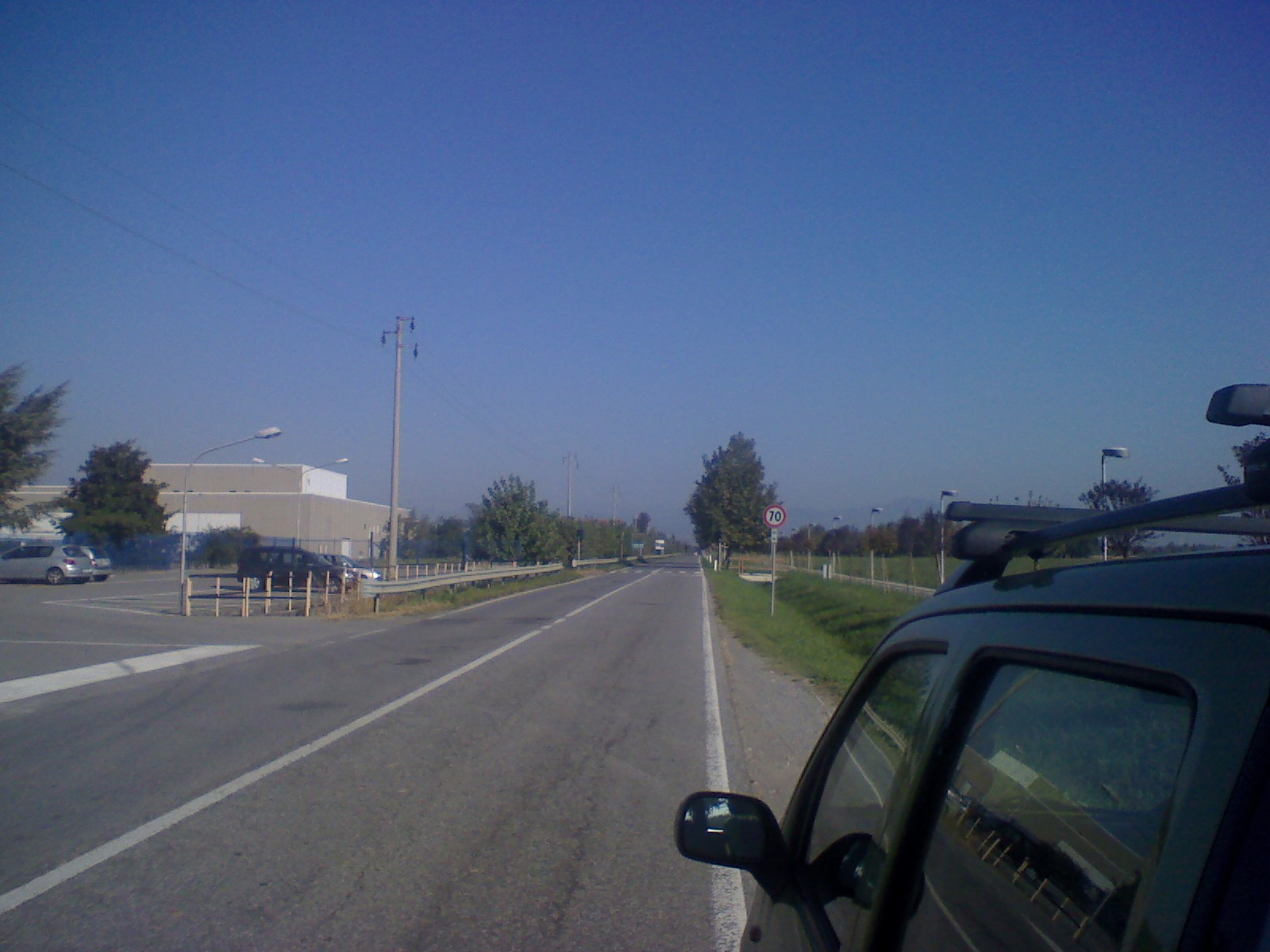
Strada tra Spirano e Stezzano, Provincia di Bergamo, tracciata su centuriazione romana

Ancora oggi, in alcune zone d'Italia il paesaggio della pianura è influenzato dagli esiti della centuriazione romana, con la persistenza degli elementi rettilinei (viabilità, canali di scolo, divisione di proprietà) sopravvissuti all'evoluzione territoriale e spesso elementi fondativi nell'urbanizzazione, quanto meno fino al XX secolo, quando la pressione antropica della crescita urbana e delle infrastrutture hanno cancellato molte delle tracce sparse nella campagna agricola.
Esempi significativi, in Italia, di questa organizzazione territoriale sono:
- Ager Campanus (Acerra, Capua, Nola, Atella);
- Provincia di Bergamo: vi sono diverse tracce ancora facilmente identificabili "dalla "bassa" fin quasi alla radice delle colline", ad esempio la strada rettilinea di una decina di chilometri tra Spirano e Stezzano, passando per Comun Nuovo; vi sono anche delle tracce della centuriazione agricola rintracciabili nella rete viaria di Treviglio[8];
- Provincie di Brescia e di Cremona, II-I secolo a.C.: la centuriazione della Bassa Bresciana e cremonese è certificata dall'antica presenza della Via Brixiana, strada romana consolare che metteva in collegamento Brescia (lat. Brixia) con Cremona (lat. Cremona), passando il fiume Oglio a Pontevico (lat. Pontis Vicus). Proprio a Pontevico, il passaggio della SS 45 bis in Via Brescia ricalca l'antico percorso della Via Brixiana.[9]
- Cesena, e in particolare la campagna a nord-est e a nord-ovest (Museo della centuriazione di Cesena);
- Firenze (Florentia), I secolo d.C., piana ad ovest fino a Prato e Quarrata;
- Fraschetta (Alessandria), comune di Alessandria;
- Provincia di Mantova, I secolo a.C., in particolare la zona di sud-ovest - dalla città di Mantova fino ai fiumi Po e Oglio - e nord-ovest - dalla città fino ai fiumi Oglio e Chiese e alle colline (Centuriazione di Mantova)[10][11];
- Città metropolitana di Venezia, visibili tracce tra Mirano e Santa Maria di Sala.
- Padova, zona est (Graticolato Romano) (Museo della centuriazione romana di Borgoricco);
- Versilia, II secolo a.C.: la centuriazione della Versilia fu effettuata a seguito dell'espulsione degli Apuani dal territorio, delineando la via Aurelia come decumano massimo e secondo gli studiosi l'odierna via Tonfano come cardine massimo, che si incrociavano all'interno dell'odierno comune di Pietrasanta;[12]
- Villadose, comune della Provincia di Rovigo, dove è presente anche un museo dedicato alla centuriazione del territorio;
- Romagna centrale.

## La centuriazione nella pianura emiliano-romagnola
Ciò che venne compiuto in epoca romana nel territorio compreso tra gli Appennini ed il Po in relazione all'uso dell'ambiente ha pochi confronti, sia riguardo alla vastità dell'opera, sia in rapporto alla persistenza della trasformazione del paesaggio ad opera dell'uomo. La divisione degli appezzamenti agricoli tramite una rete di strade e di canali che agevolassero gli spostamenti di uomini e mezzi,  lo scolo delle acque, oltre al semplice frazionamento agrario e quindi all'assegnazione delle proprietà terriere era stata compiuta già in Magna Grecia ed in Etruria ma con un'estensione limitata alle aree limitrofe ai grandi centri abitati. È solo con la conquista romana della pianura padana che tale modello può trovare il suo massimo sviluppo, andando ad attuare uno dei più estesi piani di colonizzazione dell'antichità. 
Le terre conquistate e rese produttive da una regolare maglia infrastrutturale, furono espressione della politica espansionistica romana tesa a valorizzare le capacità naturali del terreno e amplificarne la portata insediativa a favore dei coloni e degli indigeni che vi si sarebbero stabiliti.
La portata ideologica di questa operazione includeva, fra le altre cose, il fattore del pieno controllo del territorio, grazie alle migliaia di agricoltori e allevatori che avrebbero presidiato il proprio appezzamento, interconnessi tra loro ed i grandi centri urbani da una rete stradale e di vie d'acqua tale da assicurare un'efficienza degli spostamenti di uomini, merci e comunicazioni senza pari.
Quelle che erano terre di frontiera vennero trasformate in un'imponente macchina produttiva sottratta ai boschi e ai frequenti impaludamenti e ciò permise, fin dalla conquista, tra il III e il II secolo a.C., di sfruttare le potenzialità del suolo e contribuire in modo decisivo allo sviluppo economico della regione. L'efficacia di questa politica portò ad un pieno inserimento delle regioni di nuova conquista all'interno dell'apparato statale romano anche attraverso l'integrazione delle genti indigene, a cui era riservata una parte del territorio, nella rete sociale e commerciale che si stava formando creando un paesaggio antropico così equilibrato nel suo assetto ambientale e così razionale nell'uso da essere sopravvissuto fino ai nostri giorni.
Le basi dell'organizzazione territoriale nell'antichità risalgono alla conquista delle regioni dell'Italia meridionale e della Sicilia da parte di popolazioni greche che vi si stanziarono a partire dall'VIII secolo a.C. I coloni, forti delle esperienze maturate in madrepatria, percepirono l'esigenza di suddividere in maniera regolare sia i centri urbani, sia i territori circostanti permettendo una razionale distribuzione a chi avrebbe, di fatto, preso possesso dei nuovi appezzamenti di terreno disponibili. Questa organizzazione del territorio è ancora leggibile, ad esempio, a Metaponto, frutto di una lottizzazione sistematica e regolare, che venne realizzata seguendo la morfologia del terreno tramite una rete viaria e scoli idrici che permettevano uno sfruttamento intensivo del suolo.
Anche le popolazioni etrusche procedettero ad una simile divisione dei nuovi territori di conquista e, anche se oggi abbiamo più informazioni riguardo alla struttura urbana rispetto a quella extraurbana, si conoscono comunque gli esempi di Orvieto e Pompei in cui la divisione degli impianti poderali ha lasciato tracce di lotti regolari e orientati astronomicamente.
Già gli autori latini Varrone e Frontino individuarono nella disciplina etrusca l'origine della pratica della centuriazione. I complessi rituali religiosi messi in pratica dai sacerdoti etruschi avevano la funzione di suddividere lo spazio terrestre sulla base dell'ordine celeste seguendo l'orientamento del sole e della luna per tracciare la divisione principale che correva da Est a Ovest a cui seguiva una seconda ripartizione in senso Nord/Sud.
Tale impianto, realizzato su base astronomica, si rileva anche all'origine di alcune centuriazioni romane particolarmente antiche, come quella riminese, in cui la parte più arcaica segue un orientamento secundum coelum (contrapposto a quello secundum naturam, che si adatta alle condizioni naturali del territorio) che diverge in maniera sostanziale dall'asse rappresentato dalla via Emilia. La divisione territoriale riminese-cesenate sarebbe infatti relativa alla deduzione della colonia latina di Ariminum (268 a.C.), risalente ad un'epoca precedente alla realizzazione della via Emilia nel 187 a.C., che in seguito rappresentò il principale riferimento per il tracciamento della centuriazione emiliana nelle epoche successive.
Nel 191 a.C. la definitiva vittoria dell'esercito romano sulla confederazione dei Galli Boi causò il passaggio di gran parte dell'Emilia sotto il dominio repubblicano che divenne disponibile all'insediamento dei coloni. I primi effetti furono quelli della fondazione della colonia latina di Bononia, nel 189, e di quelle romane di Mutina e Parma, nel 183 con la conseguente occupazione e razionalizzazione dei comprensori agricoli ad uso dei contadini appena immigrati.
I Romani realizzarono l'opera a più riprese anche a causa delle difficoltà date dalla natura del terreno nel quale vasti appezzamenti erano occupati da estesi boschi, paludi ed acquitrini, fino al limite del tracciato della via Emilia dove erano situate le zone risorgive dei fontanili. Anche per motivi legati al controllo delle acque superficiali, le centuriazioni dei distretti di Modena e Bologna vennero tracciate sulla base della naturale pendenza del terreno, sempre orientate all'incirca sull'asse della via Emilia, costituendo due distinti blocchi che divergevano lievemente poco ad occidente del Samoggia.
Prova evidente di tale confine centuriale è il cosiddetto “gradino di Redù”, col quale, già in epoca antica, si era ovviato al problema dello sfalsamento tra decumani “modenesi” e “bolognesi” tramite un breve tratto di strada non allineato con la restante centuriazione.
La pianura emiliano-romagnola è caratterizzata da centurie quadrate di 20 x 20 actus lineari romani, maglie delimitate da cardini e decumani che spesso hanno mantenuto la condizione giuridica di vie pubbliche durante il Medioevo e fino ai nostri giorni.
La suddivisione interna delle centurie è costituita da 20 file di campi larghi 1 actus lineare (35,5 m) nel senso dei cardini, e da limites interni o intercisivi impostati dividendo il lato centuria per 10 (I modulo), per 8 (II modulo) o per 6 (III modulo).
Il reticolo centuriale così formato da strade e canali laterali veniva assegnato per lo sfruttamento agricolo, ma poteva restare anche a pascolo e a palude, costituendo un incolto a spiccata gestione antropica che può spiegare, ad esempio, la fama di Mutina nell'allevamento ovino in età repubblicana.
Le ricerche condotte in questi anni nel Modenese da parte della Soprintendenza per i Beni Archeologici dell'Emilia-Romagna hanno consentito di accertare l'esistenza di ben 15 attestazioni archeologiche, di cui 10 cardini e 5 decumani. Attraverso l'esame di tali rinvenimenti è stato possibile ricostruire le dimensioni delle strade che potevano variare da un minimo di circa 1,5 m ad un massimo di circa 9 metri (da 5 a 30 piedi romani) con una media che si attesta tra i 2,5-3,6 m di larghezza. La massicciata, solitamente costituita da ciottoli fluviali e frammenti laterizi in percentuale variabile per uno spessore compreso tra i 10 ed i 30 cm, era fiancheggiata da fossi in terra battuta con una larghezza variabile tra i 0,6 m (2 piedi) fino a circa 8,5 m (27 piedi) e profondità variabile tra i 0,45 m (1,5 piedi) ed un massimo di circa 2 m (7 piedi).
I canali che costeggiavano gli assi stradali avevano un'importanza fondamentale per la loro funzione di bonifica idraulica tramite il drenaggio delle acque superficiali. Seguendo la naturale pendenza del terreno le scoline convogliano le acque ai limiti del territorio centuriato e in prossimità di un corso d'acqua, creando così un sistema unitario in cui si intrecciano idrografia di origine antropica e naturale che protegge il reticolo centuriato dall'impaludamento e consente di sfruttare il potenziale idrico di pianura a vantaggio dell'irrigazione dei campi.